# Ronsberg
Ronsberg é um município da Alemanha, situado no distrito da Algóvia Oriental, no estado da Baviera. Tem 16,53 km² de área, e sua população em 2019 foi estimada em 1 734 habitantes.